# Perisesarma samawati
Perisesarma samawati is een krabbensoort uit de familie van de Sesarmidae. De wetenschappelijke naam van de soort is voor het eerst geldig gepubliceerd in 2004 door Gillikin & Schubart.